# ソフィア大学
ソフィア大学「聖クリメント・オフリドスキ」（英語: Sofia University "St. Kliment Ohridski"、公用語表記: Софийски университет „Св. Климент Охридски“）は、ソフィアに本部を置くブルガリアの公立大学。1888年創立、1888年大学設置。
ソフィア大学は16の学部、約24000人が学んでいる。

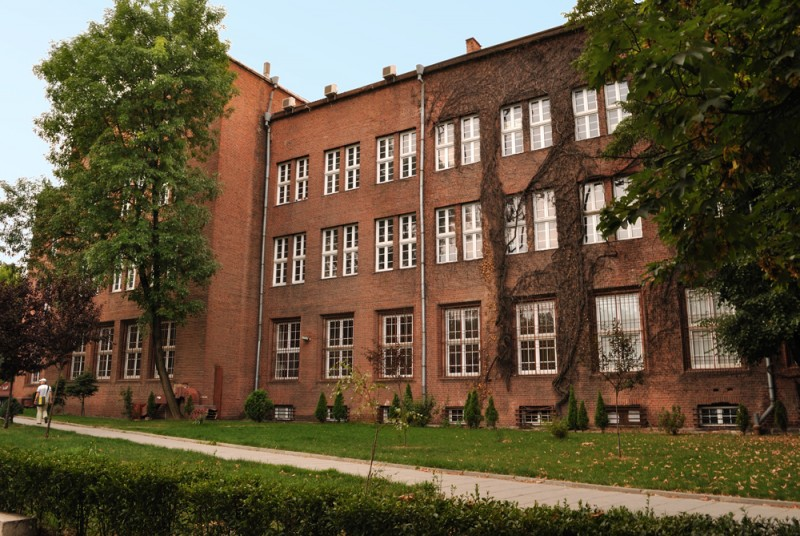
生物学部
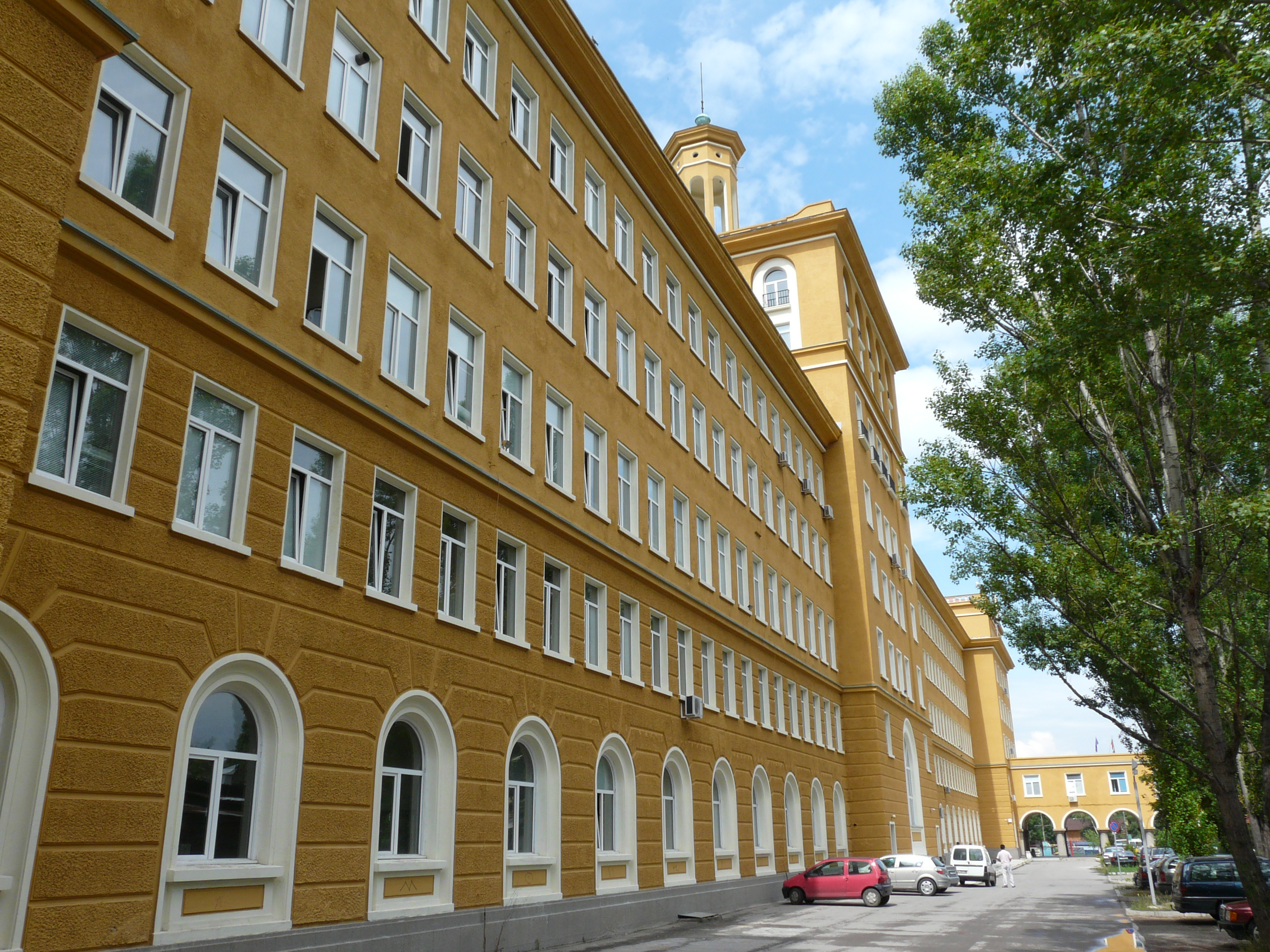
理学部
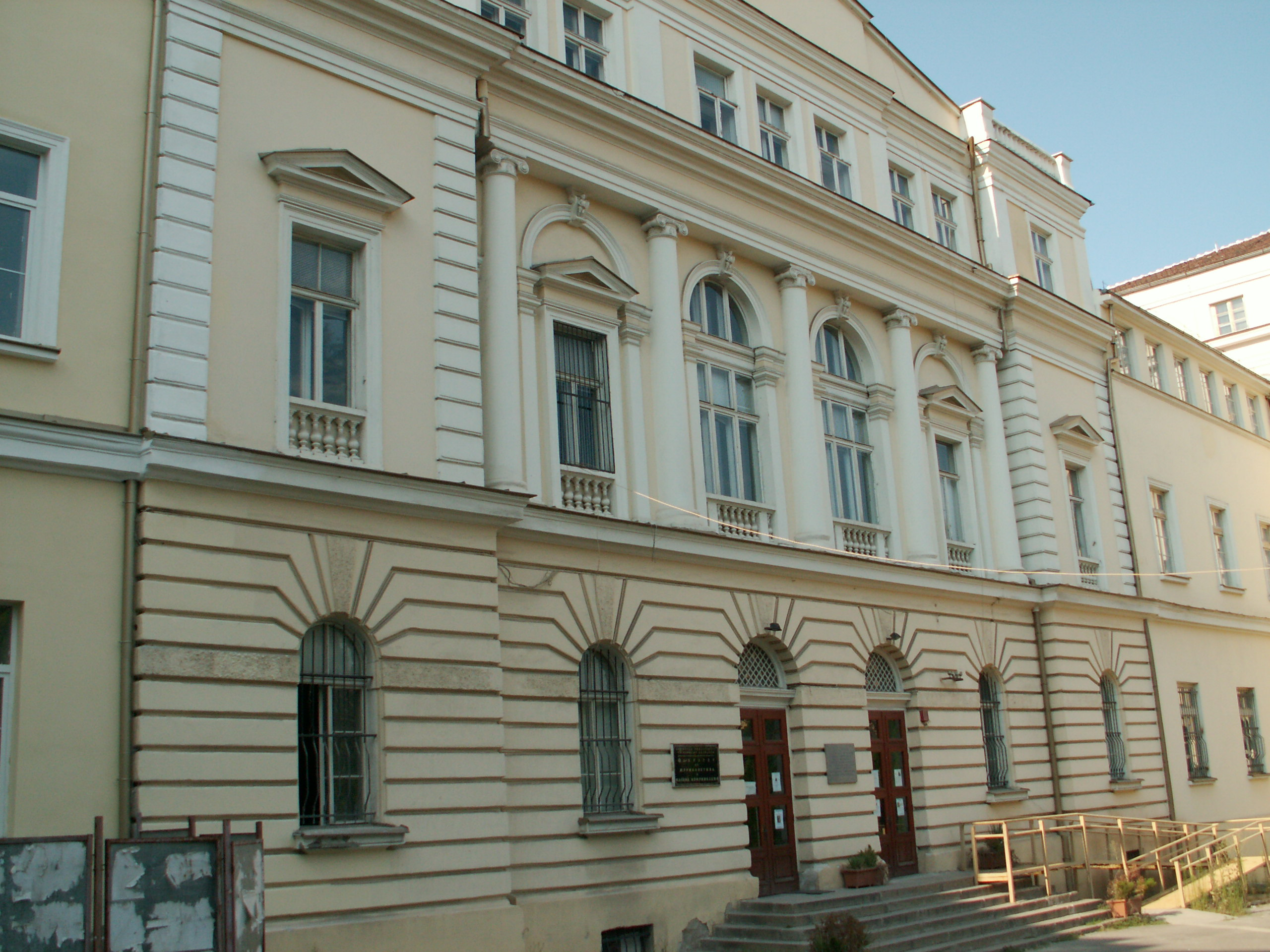
メディア科学部
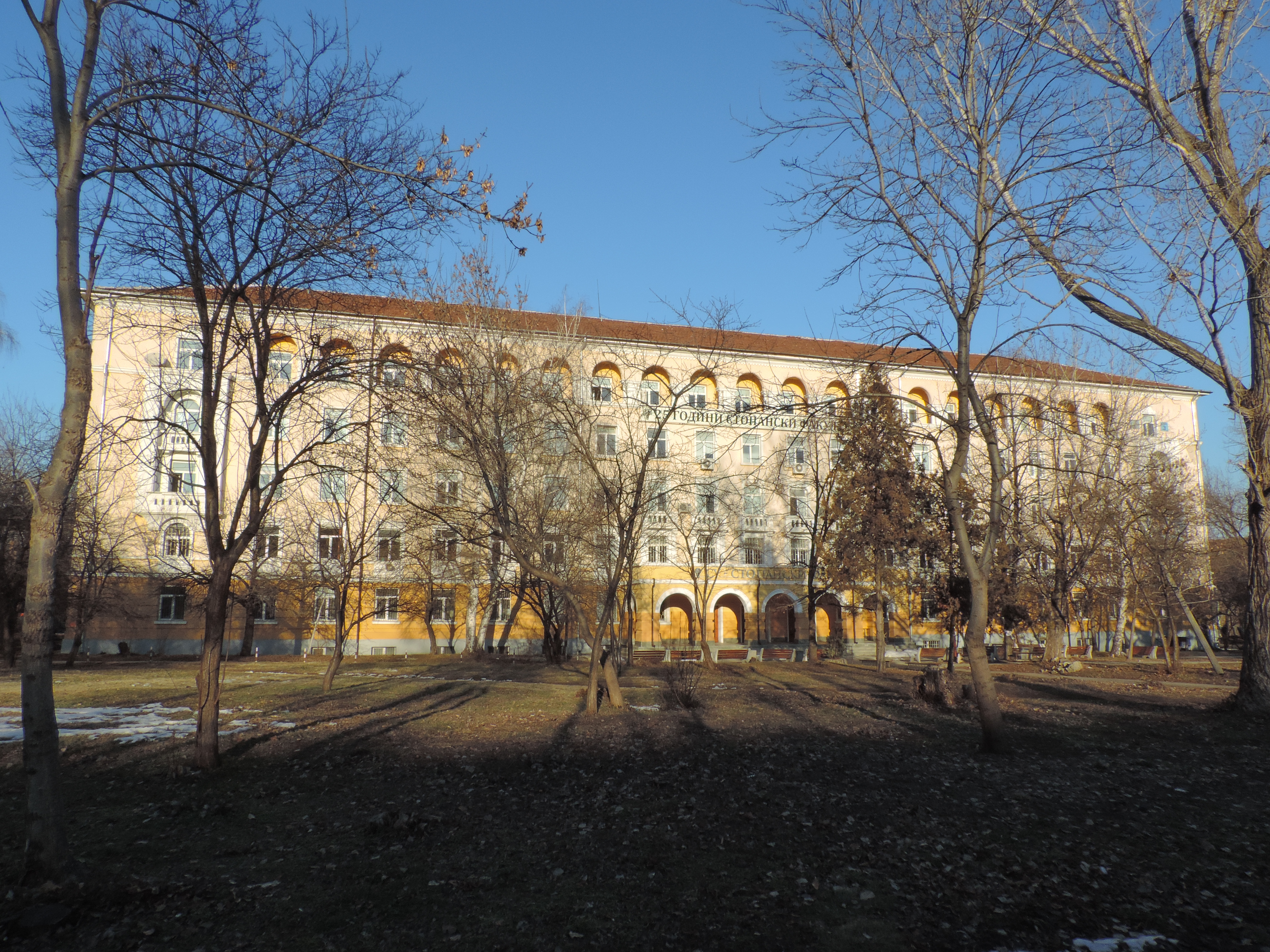
経済学部
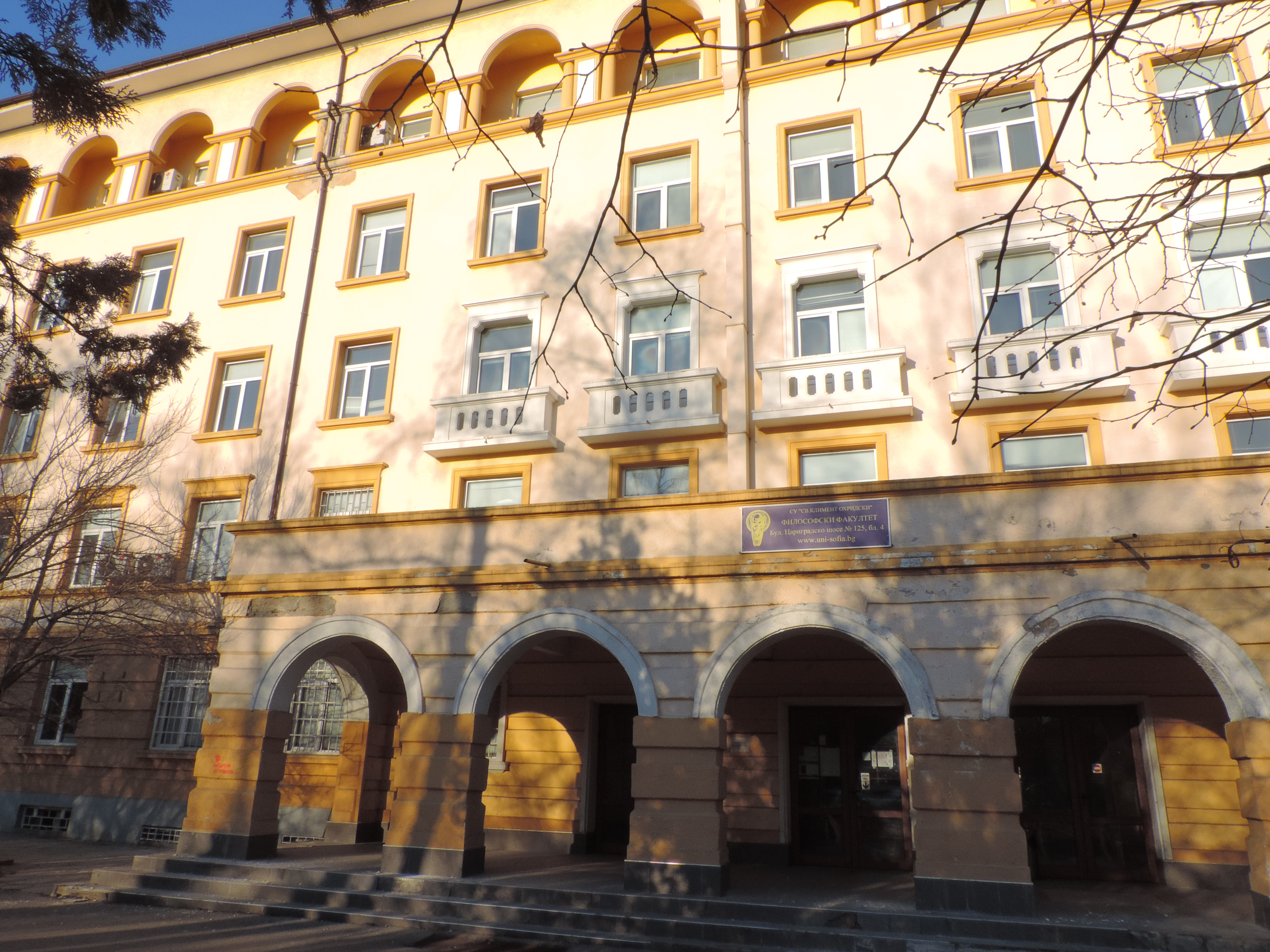
哲学社会学部
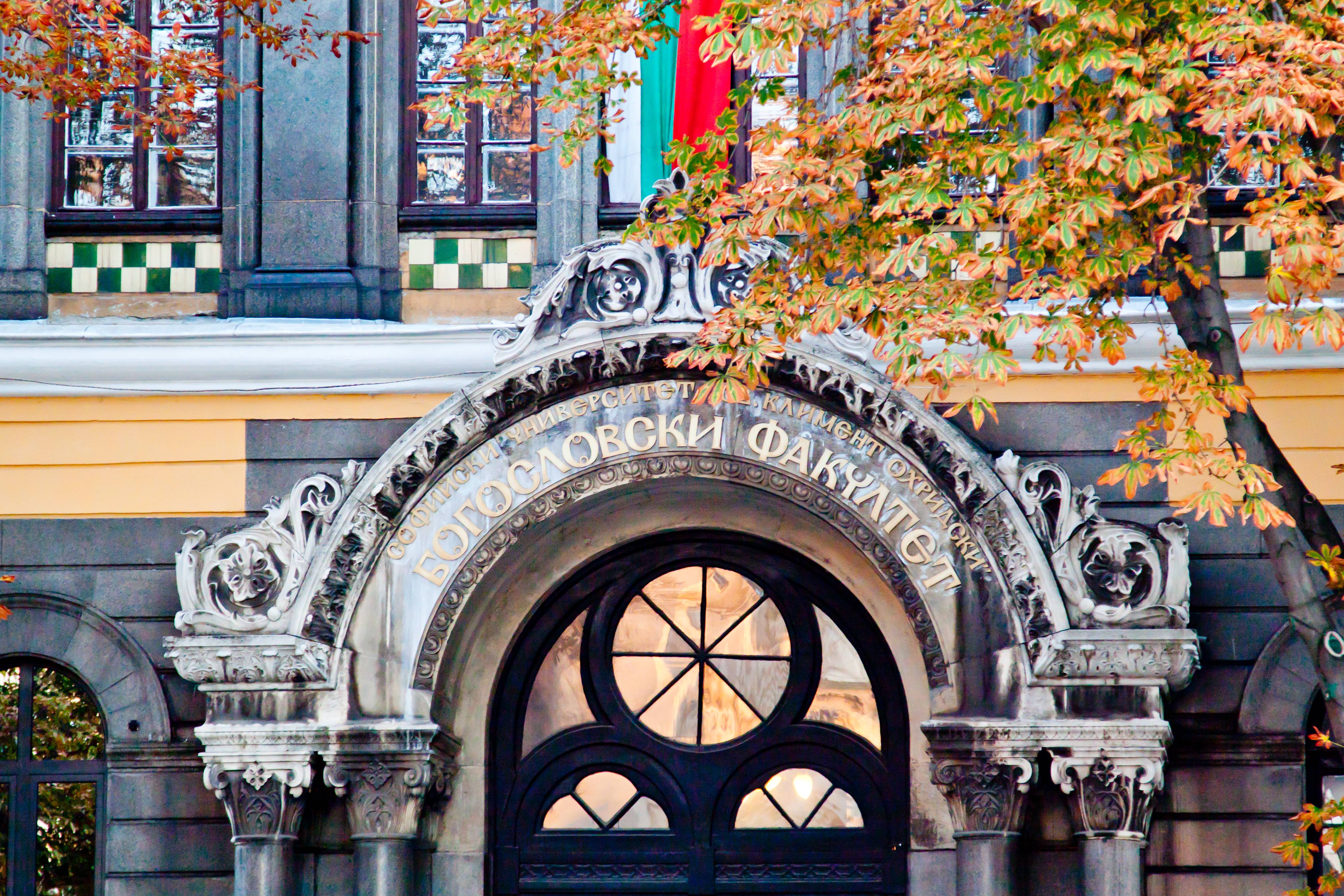
神学部
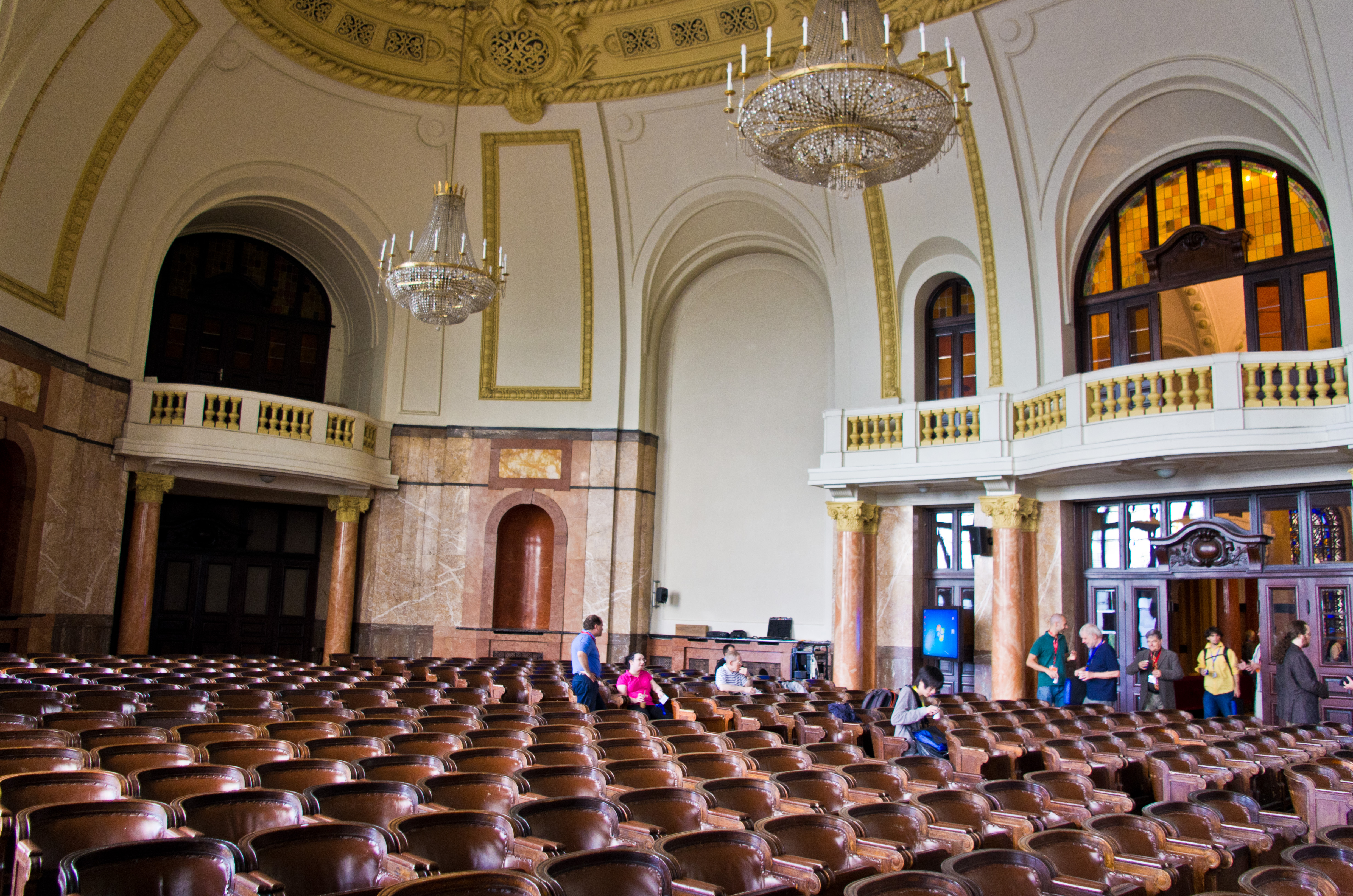
大講堂
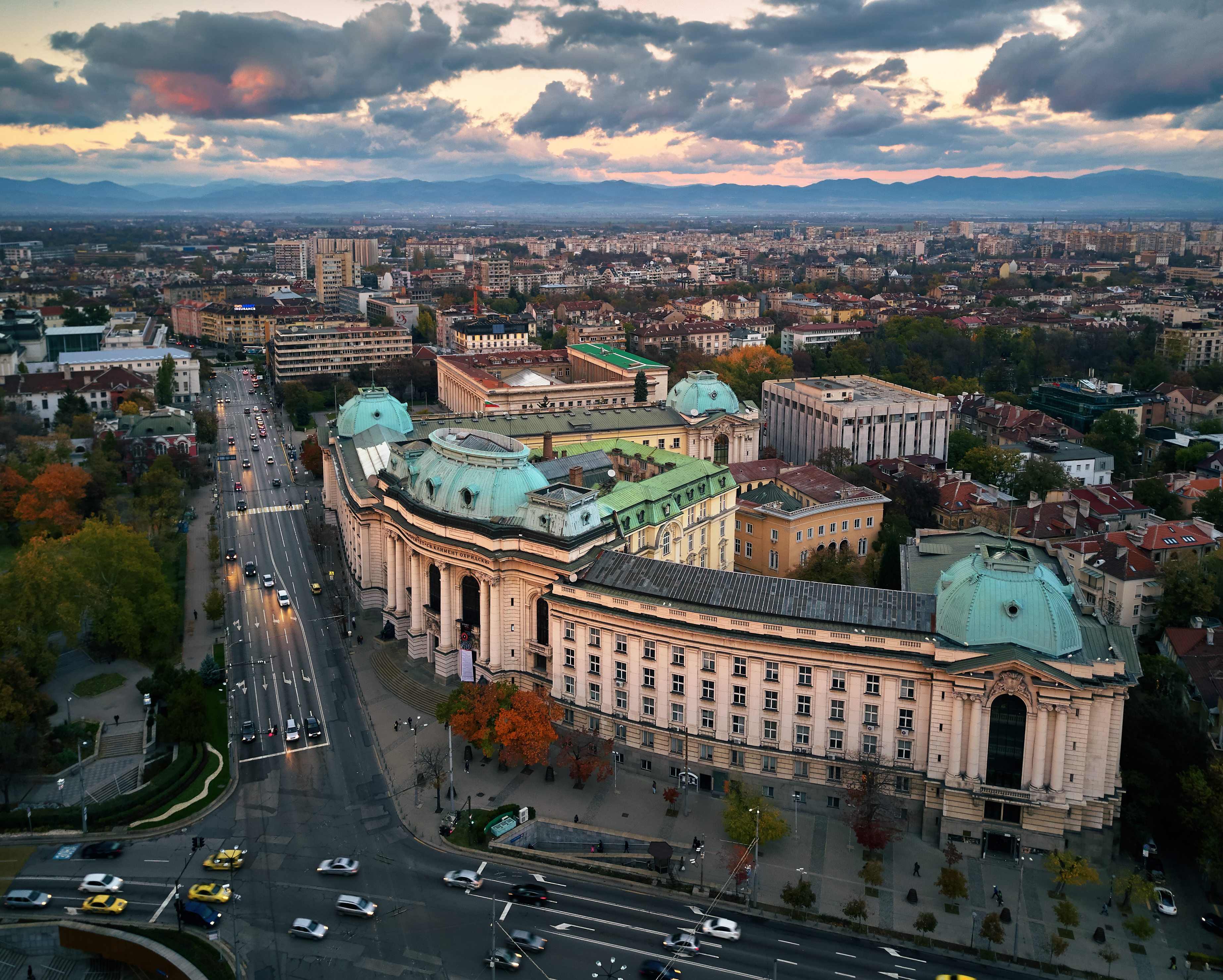
上空から

## 主な卒業生
- ボリス・クリストフ
- ジュリア・クリステヴァ
- マクシム (ブルガリア総主教)
- ペータル・ストヤノフ
- ゲオルギ・パルヴァノフ
- ツヴェタン・トドロフ
- ヨルダンカ・ファンダコヴァ